# Joakim Kjellbom
Joakim Kjellbom, né le 22 avril 1979, à Sundsvall, en Suède, est un ancien joueur suédois de basket-ball. Il évoluait au poste de pivot.